# Liste der Monuments historiques in Wavrin
Die Liste der Monuments historiques in Wavrin führt die Monuments historiques in der französischen Gemeinde Wavrin auf.

## Liste der Objekte
| Bezeichnung                | Beschreibung                             | Standort               | Kennzeichnung | Schutzstatus | Datum | Bild |
| -------------------------- | ---------------------------------------- | ---------------------- | ------------- | ------------ | ----- | ---- |
| Skulptur des heiligen Eloi | Holz, polychrom gefasst, 16. Jahrhundert | in der Kapelle St-Eloi | PM59006941    | Inscrit      | 2002  |      |
| Skulptur Christus am Kreuz | Eichenholz, 18. Jahrhundert              | in der Kapelle St-Eloi | PM59001983    | Inscrit      |       |      |